# Bataille d'Al Jawf
Guerre civile libyenne
Batailles
- 1re Benghazi
- El Beïda
- Derna
- 1re Tripoli
- Misrata
- 1re Zaouïa
- Djebel Nefoussa (1re Dehiba
- 2e Dehiba
- Gharyan)
- 1re Brega
- 1re Ras Lanouf
- 1re Ben Jawad
- 2e Ras Lanouf
- 2e Brega
- 1re Ajdabiya
- 2e Benghazi
- 2e Ajdabiya
- 1re golfe de Syrte
- 3e Brega
- Al Jawf
- Front de Misrata (Zliten
- Tawarga
- 2e Zaouïa
- 4e Brega
- Fezzan
- Birak)
- 5e Brega
- 3e Zaouïa
- 2e Tripoli
- 2e Sebha
- 2e golfe de Syrte (Syrte)
- Offensive de Bani Walid (Tarhounah - Bani Walid)

- Intervention militaire de l’OTAN
- Opération Ellamy (Royaume-Uni)
- Opération Harmattan (France)
- Opération Odyssey Dawn (États-Unis)
- Opération Mobile (Canada)

La bataille d'Al Jawf est une bataille de la guerre civile libyenne. Elle a opposé les forces fidèles à Mouammar Kadhafi aux rebelles libyens à partir du 4 avril 2011 dans la ville d'Al Jawf.

## Déroulement
Le 4 avril, 60 technicals, avec à leur bord quelque 250 soldats loyalistes ont attaqué la ville. Selon un rebelle, les pro-Kadhafi contrôlent les trois quarts de la ville. Jalal al-Gallal, un porte-parole du Conseil national de transition, indique que les insurgés se préparent à envoyer des renforts dans la ville.
L'aide des renforts a permis au CNT de repousser la contre-offensive de l'armée libyenne pour protéger Jalal al-Gallal et Al Jawf.